# Gomphaeschna furcillata
Gomphaeschna furcillata är en trollsländeart som först beskrevs av Thomas Say 1839.  Gomphaeschna furcillata ingår i släktet Gomphaeschna och familjen mosaiktrollsländor. IUCN kategoriserar arten globalt som livskraftig. Inga underarter finns listade i Catalogue of Life.

## Bildgalleri

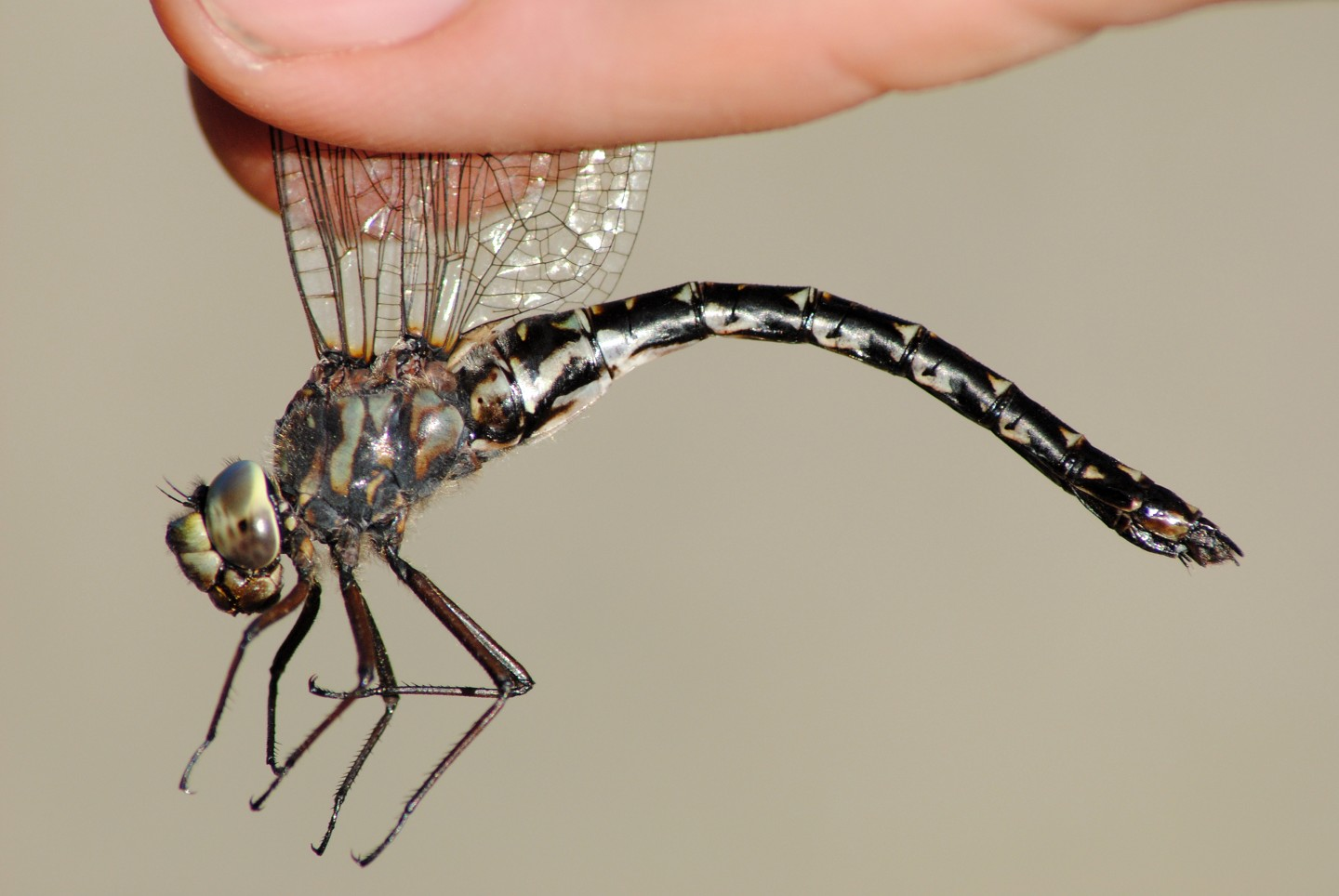